# 千葉中央港旅客船桟橋
千葉中央港旅客船桟橋（ちばちゅうおうこうりょきゃくせんさんばし）は、千葉県千葉市中央区中央港１丁目２１にある千葉港の客船ターミナル（浮桟橋）である。千葉みなと桟橋とも呼称されている。旅客船ターミナル等複合施設(ケーズハーバー)に隣接。近くには千葉ポートタワー、千葉県立美術館、結婚式場やレストラン等を有する中央港地区において、客船、プレジャーボートの発着場であるとともに桟橋周辺にはベンチ、そしてユニバーサルデザインの手すりが設置されるなど、たくさんの人が憩える環境が整えられ、水辺のロケーションを活かした観光スポットとして賑わっている。桟橋は24時間利用可。最寄り駅は千葉みなと駅。

## 概要

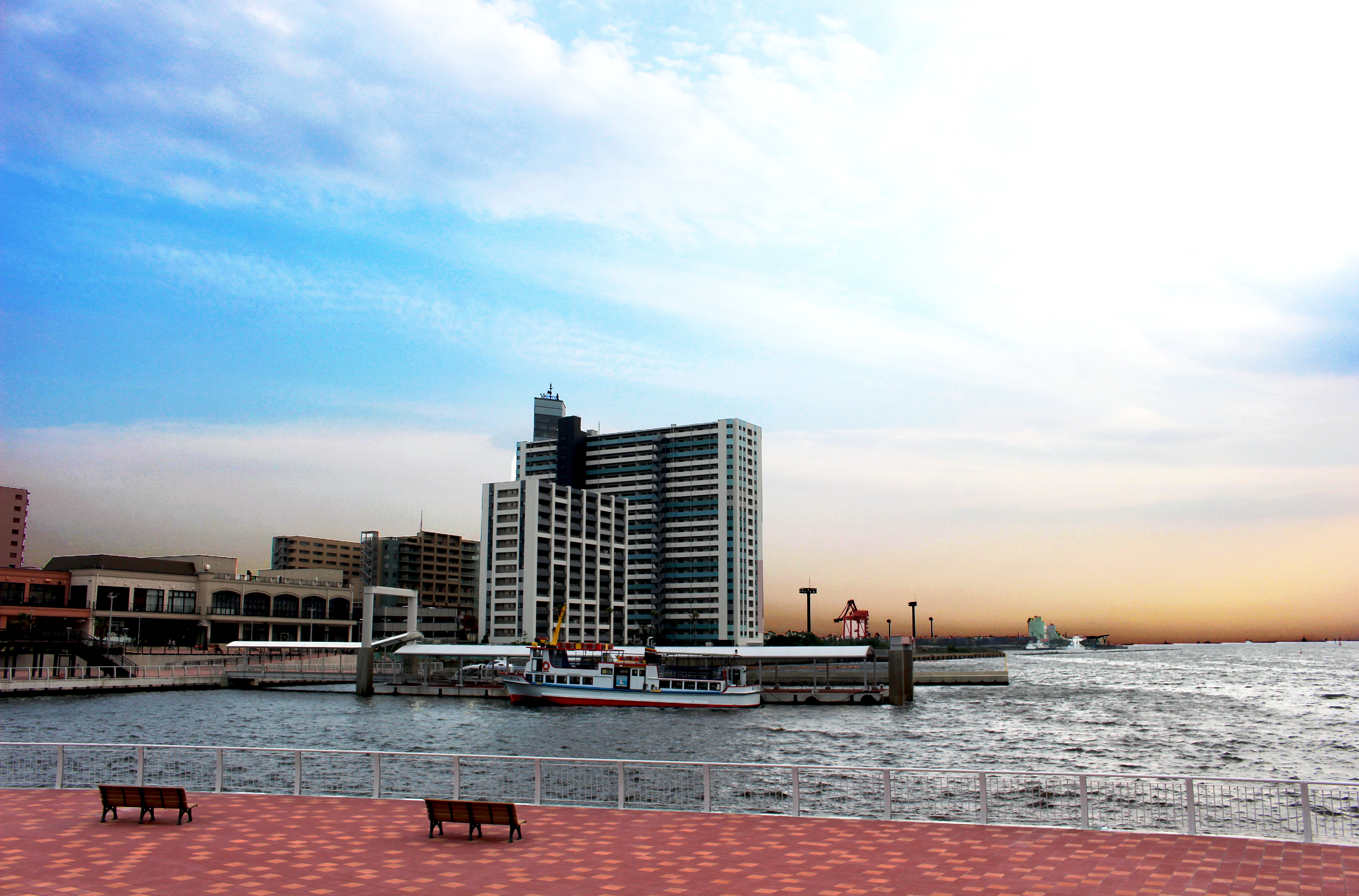
千葉みなと桟橋「あるめりあ」停泊の様子

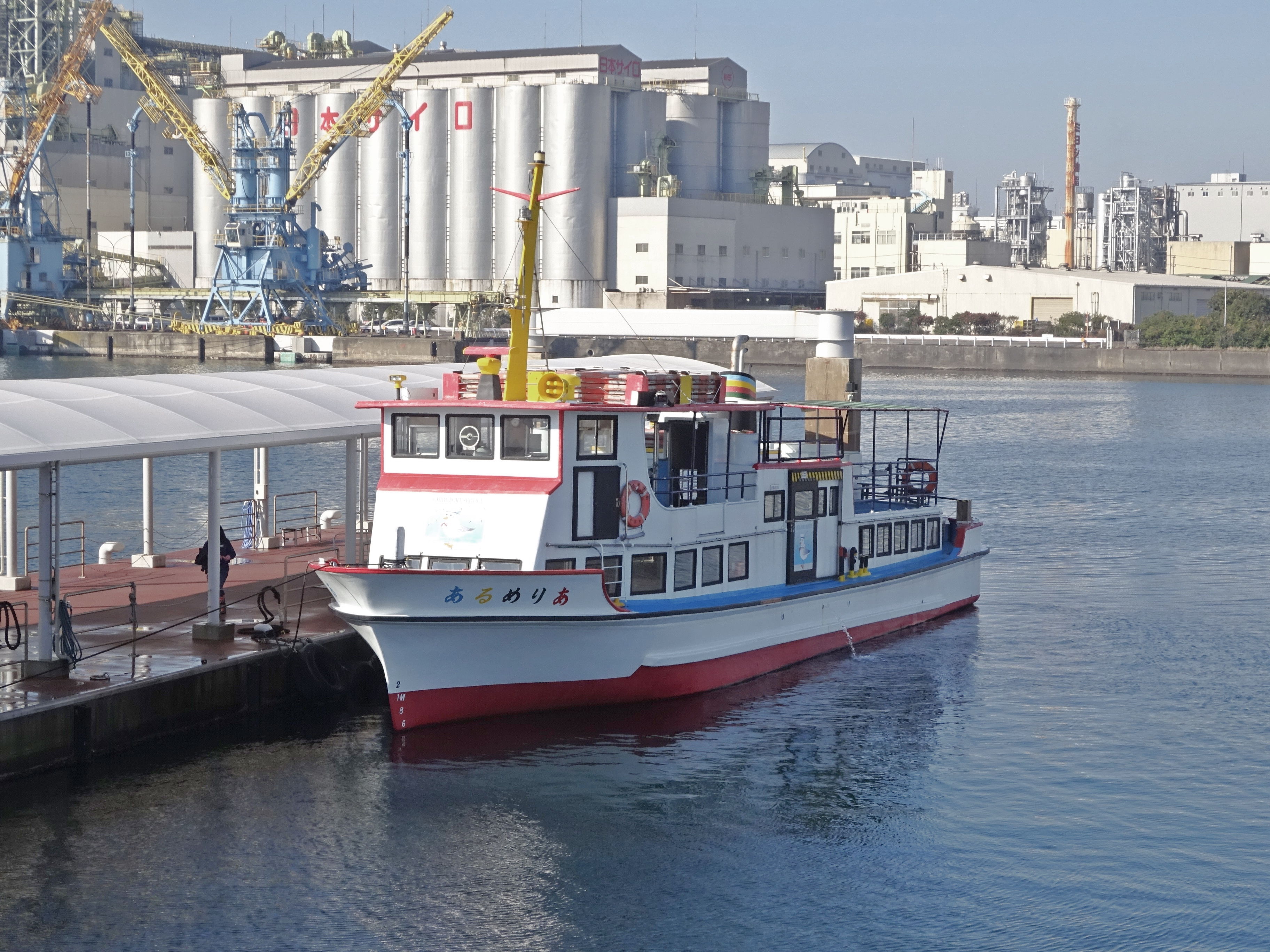
同桟橋に停泊する遊覧船「あるめりあ」

旅客船に用途を限定した桟橋として2016年4月15日に千葉県千葉市中央区中央港１丁目２１に誕生。
千葉ポートサービスなど千葉港内を遊覧する旅客船が運航を開始するとともに、隣接地には旅客船ターミナルやレストランなどが入る大型複合施設「ケーズハーバー」がオープン。
ケーズハーバー１階待合コーナーにて乗船券の購入や運行情報などを確認することができる。

## 乗り入れ航路
千葉港遊覧船サービスとして遊覧船が運航されている。
- 千葉みなと１号さん橋
  - 千葉ポートサービス：「あるめりあ」千葉港内遊覧「港めぐりコース」、「幕張メッセ沖合遊覧コース」や「千葉港内工場夜景」クルーズが出航

- 千葉みなと２号さん橋
  - シャイニービュー（日東商船）：「羽田沖滑走路飛行機見学クルーズ」、「チャータークルーズ」、「千葉港内クルーズ」が出航
  - (株)ケーエムシーコーポレーション：運航船舶：MYⅡ（エムワイツー）
  - 伊豆大島臨時船(高速ジェット船)

他、幕張ビーチ花火フェスタ（千葉市民花火大会）の納涼船なども期間限定で出航している。

## 交通
- 東日本旅客鉄道（JR東日本）･千葉都市モノレール「千葉みなと駅」から徒歩7分
- 京葉道路穴川ICより約10分

- 東関東自動車道湾岸習志野インターチェンジIC、または、京葉道路幕張ICから20分
- 小湊鐡道バス 千葉みなと ループバス「ケーズハーバー」下車すぐ